# The Interesting Narrative of the Life of Olaudah Equiano, Or Gustavus Vassa, The African
The Interesting Narrative of the Life of Olaudah Equiano, Or Gustavus Vassa, The African voor het eerst gepubliceerd in 1789 in Londen, is een autobiografie geschreven door Olaudah Equiano. Het wordt beschouwd als een van de eerste en meest invloedrijke abolitionistische boeken en biedt inzicht in het leven van Equiano, met de nadruk op zijn ervaringen als slaaf en zijn streven naar vrijheid en onafhankelijkheid.
In het boek beschrijft hij zijn geboorte in het Koninkrijk Benin (nu Zuid-Nigeria) beschreven, evenals zijn ontvoering als kind, zijn periode als slaaf, zijn zoektocht naar kennis, zijn bekering tot het christendom en uiteindelijk zijn verkrijging van vrijheid.
Het boek heeft tijdens het leven van Equiano aanzienlijke erkenning gekregen. Acht edities werden gedrukt en het werd zelfs vertaald naar het Nederlands en Duits. Het boek blijft echter niet zonder controverse. Enkele claims in zijn verhaal werden betwist, zoals zijn beweerde geboorteplaats. Er waren geruchten dat Equiano eigenlijk geboren was in de West-Indië, hoewel deze beweringen werden afgedaan als politiek gemotiveerd.